# خوزه آنتونی تورس
خوزه ماریو آنتونی تورس (زاده ۲۷ اوت ۱۹۷۲) مدافع بازنشسته فوتبال اهل پاناما است. وی در حال حاضر سرمربی تیم اسپورتینگ سان میگلویتو است.

## دوران باشگاهی
تورس با نام مستعار چالات، یک دوران بازی طولانی در خارج از کشور خود داشته‌است. او همچنین در تیم‌های هندوراس مانند پلاتنس و آرسنال رواتن بازی کرده‌است. وی پس از هفت سال بازی در تیم پلاتنس، این تیم را در تابستان سال ۲۰۰۳ به مقصد رئال سی. دی اسپانیا ترک کرد.
در ژانویه ۲۰۰۴، وی پس از آنکه از گرفتن تابعیت هندوراس امتناع کرد، رئال اسپانیا را ترک کرد. زیرا این باشگاه از وی خواسته بود که با این کار، سهمیه بازیکن خارجی را دور بزند. وی سپس به تیم ماراتن پیوست و در ادامه به ایران نقل مکان کرد تا در کنار هموطن خویش کارلوس ریورا با برای تیم اول ایران باشگاه فوتبال پرسپولیس پرسپولیس بازی کند.
در ژانویه ۲۰۰۷، تورس پس از دوران ناموفق در پرسپولیس، به هندوراس بازگشت تا برای ویکتوریا بازی کند. سپس او در گواتمالا برای تیم‌های دسته دوم دپورتیوو سارانته و دپورتیوو گوستاتویا بازی کرد. وی پس از ۱۴ سال در خارج از کشور هنگام عقد قرارداد توسط اسپورتینگ سان میگوئیلیتو، در ژانویه ۲۰۱۰ به پاناما بازگشت.

## دوران ملی
تورس اولین بازی خود را برای پاناما در یک بازی دوستانه اکتبر ۱۹۹۹ مقابل تیم ملی فوتبال ترینیداد و توباگو انجام داد و در کل ۷۵ بازی ملی انجام داده‌است. وی عضو تیم کشورش در مسابقه مقدماتی جام جهانی و عضو تیم جام طلایی کونکاکاف ۲۰۰۵ در سال ۲۰۰۵ بود که در مسابقات نایب قهرمان شدند و او همچنین در جام طلایی کونکاکاف ۲۰۰۹ بازی کرد.
آخرین مسابقه بین‌المللی او یک مسابقه دوستانه در ژوئن ۲۰۰۹ برابر هائیتی بود.

## افتخارات و جوایز

### باشگاه
CD Platense
- Liga Nacional de Fútbol Profesional de Honduras (1): 2000–01
- جام هندوراس (۲): ۱۹۹۶، ۱۹۹۷

سی دی ماراتن
- Liga Nacional de Fútbol Profesional de Honduras (1): 2004–05

## دوران مربی‌گری
آنتونی تورس در سپتامبر ۲۰۱۲ به عنوان سرمربی Sporting San Miguelito منصوب شد و بلافاصله اولین عنوان قهرمانی لیگ این باشگاه را در سال ۲۰۱۳ بدست آورد.